# Sahyādri
Sahyādri (hindski jezik: सह्याद्री, što znači "Dobronamjerne planine") ili Zapadni Gati (engl: Western Ghats, tj. "Zapadne klisure") je gorje koje se proteže od sjevera 1600 km prema jugu duž zapadnog ruba visoravni Dekan u zapadnom dijelu Indije, prosječne širine od oko 100 km. 

## Odlike
Planine započinju je u sjevernom dijelu granice država Gujarat i Maharashtra (gdje ih zovu "Sahyadhri planine"), potom je 60% Sahyādrija u državi Karnataka (gdje ga zovu gorje Ombattu Gudda), te se pružaju južno preko Kerala (Sahya Parvatam) sve do kraja Indije u državi Tamil Nadu (gdje ih zovu Nilagiri malai, tj. "Nilgiri planine", povezane s Anaimalai ili "Slonovom planinom"). Najviši vrh je Anamudi (2695 m) na Anaimalai planini, koji je ujedno i najviši vrh u Indiji južno od Himalaja.
Sahyādri planine nisu tipične i predstavljaju prilično samostojeći dio visoravni Dekan, a nastale su prije 150 milijuna godina tijekom raspada superkontinenta Gondvane. Planinski masiv Sahyādri, uglavnom od bazalta, stariji je od Himalaja, te predstavlja geomorfološke odlike iznimne važnosti s jedinstvenim biofizičkim i ekološkim procesima. Zbog toga je 2012. godine 795.315 ha 'Sahyādrija upisano na UNESCO-ov popis mjesta svjetske baštine u Aziji

### Najviši vrhovi:
| Slijed | Ime           | Visina (m) | Lokacija                             |
| ------ | ------------- | ---------- | ------------------------------------ |
| 01.    | Anamudi       | 2695       | Idukki, Kerala                       |
| 02.    | Meesapulimala | 2640       | Idukki, Kerala                       |
| 03.    | Doddabetta    | 2637       | Nilgiris, Tamil Nadu                 |
| 04.    | Kolaribetta   | 2629       | Nacionalni park Mukurthi, Tamil Nadu |
| 05.    | Mukurthi      | 2554       | Nacionalni park Mukurthi, Tamil Nadu |
| 06.    | Vandaravu     | 2553       | Nacionalni park Palani, Tamil Nadu   |
| 07.    | Kattumalai    | 2552       | Nacionalni park Eravikulam, Kerala   |
| 08.    | Anginda       | 2383       | Nacionalni park Tiha dolina, Kerala  |
| 09.    | Vavul Mala    | 2339       | Vellarimala, Kerala                  |
| 10.    | Kodaikanal    | 2133       | Kodaikanal, Tamil Nadu               |

## Klima
Klima Sahyādrija varira u odnosu na visinu i udaljenosti od ekvatora. U donjim dijelovima bližima moru, klima je tropska i vlažna, dok područja na visinama iznad 1500 m na jugu, i 2000 m na sjeveru gorja, imaju više umjerenu klimu. Prosječna godišnja temperatura je oko 15 °C, a u nekim dijelovima je čest mraz i temperature dosežu točku ledišta tijekom zimskih mjeseci. Najviša temperatura je u rasponu od 20 °C na jugu do 24 °C na sjeveru. Također je zamjetno kako se najhladnije razdoblje u jugozapadnom Sahyādriju podudara s najvlažnijim. Ovdje je prosječna količina padalina oko 3000-4000 mm s lokalnim krajnostima od 9.000 mm. To je zato što su tijekom sezone monsuna (od lipnja do rujna) teški oblaci s istoka prisiljeni da ispuste većinu svoje kiše na istočnoj strani (privjetrini) Sahyādrija. Zapravo, visokoplaninski šumski ekosustav Sahyādrija predstavlja jedan od najboljih primjera monsunskog sustava na svijetu i znatno utječe na indijsko vrijeme općenito.

## Bioraznolikost
Sahyādri također ima izuzetnu bioraznolikost i visoku razinu endemizma, te je priznat kao jedan od osam vodećih svjetskih "najvrućih mjesta" biološke raznolikosti. Šume ovog gorja uključuju neke od najboljih predstavnika ne-ekvatorske tropske zimzelene šume koje su i dom globalno ugrožene flore i faune. Tu obitava više od 5000 biljnih vrsta, 139 vrsta sisavaca (azijski slon, tigar, leopard, crna pantera, usnati medvjed, divlja svinja, gaur (Bos gaurus), sambar (Rusa unicolor), indijski muntžak (Muntiacus muntjak), lavlji makaki (Macaca silenus), Nilgiri lengur (Trachypithecus johnii), Wroughtonov šišmiš (Otomops wroughtoni) i dr.), 508 vrsta ptica, 179 vrsta vodozemaca (više od 80% endema), 102 vrste riba (kao što su napuhače Tetraodon travancoricus i Carinotetraodon imitator), te 258 vrsta puževa iz 57 rodova i 24 obitelji. Većina od njih su endemske vrste, a najmanje 325 ih je kritično ugrožena vrsta. Također, štitorepe zmije (Uropeltidae) su gotovo potpuno ograničene na ovo gorje.
Tu se nalazi više zaštićenih područja od kojih su najpoznatiji:
| - Nacionalni park Eravikulam - Nacionalni park Kudremukh - Mannavan Shola - Rezervat divljine Aralam - Rezervat divljine Bhadra - Rezervat divljine Brahmagiri | - Rezervat divljine Pushpagiri - Rezervat divljine Radhanagari - Rezervat divljine Talacauvery - Šumsko područje Achankovil - Šumski rezervat Attapadi - Šumski rezervat Balahalli |

- Vrh Anamudi u Nacionalnom parku Eravikulam, Tamil Nadu
- Lavlji makaki
- Bengalski tigar u Rezervatu divljine Bhadra
- Šumski golub Nilgiri (Columba elphinstonii)
- Veliki indijski kljunorožac u Valparaiju
- Endemski puž Indrella ampulla
- Ljubičasta žaba (Nasikabatrachus sahyadrensis), živi fosil otkriven 2003.

## Vanjske poveznice
- Biodiversityhotspots.org
- Western Ghats, India (engl.) Posjećeno 21. srpnja 2012.
- Cvijeće Zapadnih Ghati  Arhivirana inačica izvorne stranice od 6. ožujka 2021. (Wayback Machine) (engl.) Posjećeno 21. srpnja 2012.

Ostali projekti
|  | Zajednički poslužitelj ima još gradiva o temi Zapadni Ghati |